# A Touch of Zen
Pour les articles homonymes, voir Zen (homonymie).
Pour plus de détails, voir Fiche technique et Distribution.
A Touch of Zen (chinois : 俠女 ; pinyin : xiá nǚ ; Wade-Giles, Hsia nu, littéralement La Femme chevaleresque) est un film taïwanais réalisé par King Hu, sorti en deux parties en 1970 et 1971 à Taïwan, et en 1971 à Hong Kong et restauré en 2014 par l'institut cinématographique de Taiwan (Taiwan Film Institute) à la demande du ministère de la Culture dans le cadre du « Projet de revalorisation et de restauration numérique des films classiques taïwanais ».
Le titre fait ici référence au chan chinois et non pas au zen japonais. Le scénario est librement inspiré de La Fille héroïque (Xiá nǚ), un des contes du Liaozhai zhiyi de Pu Songling, auquel a été ajouté une touche de zen pour corser l'intrigue jugée trop peu consistante.

## Synopsis
Dans un village de Chine, sous la dynastie Ming, Gu Shengzai, un jeune lettré trentenaire et célibataire vit chez sa mère, près d’une citadelle abandonnée. Il se retrouve mêlé aux rivalités politiques qui opposent le mouvement Donglin de Yang Lian et le Grand Eunuque Weï. Yang Huizhen, la fille du chef du mouvement Donglin assassiné par Wei, réussit à échapper à sa condamnation à mort grâce au général Shi et au général Lu. Après un long périple à travers la Chine, tous trois se cachent dans le village de Gu Shengzai : la jeune Yang Huizhen vit seule dans la citadelle abandonnée, le général Shi se fait passer pour un mendiant aveugle et le général Lu pour un médecin. Repérés par Ouyang Nian, un espion à la solde de Wei, les trois fugitifs se préparent à se défendre au prix de leur vie. Gu Shengzai, tombé amoureux de la jeune Yang Huizhen, aide les fugitifs en inventant de nombreux stratagèmes pour effrayer l'armée de Wei qui craint les nombreux fantômes de la citadelle abandonnée. La jeune Yang Huizhen donnera naissance à l'enfant de Gu Shengzai juste avant de prononcer ses vœux de renoncement à la vie dans le monde profane dans le monastère de Maître Hui Yan, un moine bouddhiste dont la force spirituelle n'a d'égale que sa maîtrise des arts martiaux.

## Genre du wu xia pian
Le film A Touch of Zen propose tous les éléments traditionnels de l'esthétique cinématographique du wu xia pian : de longs plans panoramiques montrant une nature souvent inquiétante, des relations sentimentales ou amoureuses simplement esquissées, des combats acrobatiques avec lévitation, des joutes aériennes dans une forêt de bambous (qui feront le succès et la poésie de Tigre et Dragon ou Le Secret des poignards volants). La fin en revanche semble originale avec l'apothéose de maître Hui Yan transfiguré en Bouddha.

## Fiche technique
- Titre : A Touch of Zen
- Titre original : Hsia nu
- Réalisation : King Hu
- Scénario : King Hu, d'après l'œuvre de Pu Songling
- Société de production : Union Film
- Pays d'origine : Taïwan
- Format : Couleurs - 2,35:1 - Mono
- Genre : Wu xia pian
- Durée : 200 minutes (version taïwanaise en deux épisodes)
- Date de sortie : 1970 et 1971

## Distribution
- Hsu Feng : Yang Huizhen
- Roy Chiao : Hui Yan
- Chun Shih : Gu Shengzai
- Ying Bai : Général Shi Wenzhao
- Billy Chan
- Chang Ping-yu
- Hsue Han : Docteur Lu Meng
- Han Ying-chieh : Hsu
- Lam Ching-ying
- Tien Miao

## Prix
- Grand Prix technique de la Commission supérieure technique de l'image et du son lors du festival de Cannes de 1975[3].